# NS Андромеды
NS Андромеды (лат. NS Andromedae) — одиночная переменная звезда в созвездии Андромеды на расстоянии приблизительно 4617 световых лет (около 1415 парсеков) от Солнца. Видимая звёздная величина звезды — от +12,2m до +11,1m.

## Характеристики
NS Андромеды — красный гигант, пульсирующая медленная неправильная переменная звезда (LB) спектрального класса M3. Радиус — около 84,66 солнечных, светимость — около 1553,637 солнечных. Эффективная температура — около 3938 K.